# 三線薄麗鯛
三線薄麗魚，為輻鰭魚綱鱸形目隆頭魚亞目慈鯛科的其中一種，分布於非洲馬拉威湖東南部流域，為特有種，體長可達14公分，棲息在沙底質的淺水域，以無脊椎動物為食，生活習性不明，可作為觀賞魚。

## 擴展閱讀
維基物種上的相關：三線薄麗魚